# فرودگاه برانه
فرودگاه برانه (به انگلیسی: Berane Airport) (به زبان بومی: Aerodrom Berane) یک فرودگاه همگانی با کد یاتا IVG است که یک باند فرود چمن دارد و طول باند آن ۱۵۰۰ متر است. این فرودگاه در شهر برانه کشور مونته‌نگرو قرار دارد و در ارتفاع ۶۹۷ متری از سطح دریا واقع شده‌است.